# Hamigera
Genre
Synonymes
- Amoibodictya Zahn, Müller & Müller, 1977
- Cribrella Schmidt, 1862

Hamigera est un genre d'éponges de la famille Hymedesmiidae. Les espèces de ce genre sont marines.

## Liste d'espèces
Selon World Register of Marine Species (25 mai 2016) :
- Hamigera dendyi Shaw, 1927
- Hamigera hamigera (Schmidt, 1862)
- Hamigera macrostrongyla Bergquist & Fromont, 1988
- Hamigera strongylata Burton, 1934
- Hamigera tarangaensis Bergquist & Fromont, 1988